# Vízminőség
A víz minősége kulcsfontosságú kérdés. A minősítéshez szükséges egy minta, amelyet a helyszínen vagy akkreditált laboratóriumokban ellenőriznek. A méréseket követően értékelik a vizsgált mintákat. A víz vizsgálata természettudományos vizsgálat. Az ivóvíz ellátásban a vízminőséget a szolgáltató biztosítja, ami egyúttal a drágább, és környezetszennyezőbb palackos víz használatát elkerülhetővé teszi. 

## A vizek minősítése gyakorlati szempontból lehet
- Ivóvíz
- Ipari víz
- Öntöző víz
- Közlekedés (hajózás)
- Fürdés

A vízvizsgálatokat szabvány szerint végzik, amelyet a felhasználás jellege szab meg. A vizsgálatokat lehet felszíni vagy felszín alatti vizekből előírásnak megfelelő gyakorisággal venni. Ezeket a követelményrendszer szerint feldolgozni. Ezt követően sorolják be különböző osztályokba.
A felszíni vizeket minőségük és mennyiségük szerint térképen ábrázolják. A térképen található adatok: a vízhozam, minőségi osztály, szennyező anyagok stb. Nagy természetes felszíni vizeink adatait naponta közli a Vízügy honlap Operatív Vízállások cím alatt.
A vízvizsgálatokat fizikai, kémiai, bakteriológiai, biológiai tulajdonságok határozzák meg.
A vízminőség-védelmi feladatokat ellátó Országos Vízügyi Hivatal (OVH) létrehozta vízminőség-védelmi szervezetét, melynek keretében kialakította a vízminőségi kárelhárítási szolgálatot is mind országos, mind területi szinten.
Az ANTSZ a természetes víztesteken kijelölt – adott szervezet által üzemeltetett, természetes fürdőhelyekről származó – fürdővíznek vízminőségi adatait ellenőrzi, a vízminőség ellenőrzésére – a szezon előtt – állapítják meg a monitoring naptárat, amely havi (pontos) vizsgálati időpontokat rögzít. Ez alapján történik– az egybefüggő víztesten működő több fürdőhely tekintetében egyetlen – mintából a laboratóriumi vizsgálat. Általános érvényű a 31/2004. (XII. 30.)KvVM rendelet.

## Befolyásoló tényezők
- Fizikai tényezők: hőmérséklet, színe, szaga, íze
- Vízszint
- Kémiai tényezők: anionok, kationok, kalcium, magnézium, hidrogén-karbonát ionok
- A vízvizsgálatokban fontos szerepet játszik a BOI, KOI, ammónia, nitrit, nitrát vizsgálata
- Baktérium és algatartalom

## A víz biológiai minősítése
- Halobitás: a víz biológiai szempontból fontos szervetlen kémiai tulajdonságainak összessége.
- Szaprobitás: a vízben lévő holt szerves anyagok lebontásának mértéke.
- Toxicitás: mérgezőképesség
- Trofitás: az elsődleges növényi szervesanyag-termelés intenzitása a vízben.

## Kategóriák
A védelmi területeket I-VI. Kategóriákba sorolják. A határértéket ezekre határozzák meg szennyező, illetve toxikus anyagonként.
- I. Kiemelt vízminőség védelmi területek,
- II. Ivóvízbázisok és üdülőterületek
- III Ipari területek.
- IV. Öntözővíz-bázisok
- V. Duna és Tisza kiemelt szakaszai mellékvízfolyások nélkül
- VI. Egyéb területek

## Külső hivatkozások
- Vízminőségvédelem Archiválva 2019. szeptember 18-i dátummal a Wayback Machine-ben
- Vízművek
- Vituki[halott link]
- Vízügy-vízállás